# Sakkirivier
De Sakkirivier (Zweeds: Sakkijoki) is een rivier die stroomt in de Zweedse  gemeente Kiruna. De Sakkirivier verzorgt de afwatering van het circa 8 hectare Kirstijaure, een meer tussen de bergtoppen van de Sekkuvaara. De Sakkirivier stroomt westwaarts naar het Vittangimeer.
Afwatering: Sakkirivier → (Vittangimeer) → Vittangirivier → Torne → Botnische Golf